# Brazilci českého původu
Brazilci českého původu, resp. Čechobrazilci, jsou Brazilci, kteří se narodili na území dnešní České republiky nebo jejichž předci z tohoto území pocházejí. 

## Češi v Brazílii
Ačkoli čeští jezuité, jako byl Valentin Stansel (1621–1705), v Brazílii působili od 18. století, první čeští imigranti do Brazílie dorazili až v roce 1823. Mezi nimi byl i Jan Nepomuk Kubíček, katolický tesař z pocházející z Třeboňska, který kolem roku 1835 ve státě Minas Gerais vlastnil dům a truhlářskou dílnu, založil rodinu byl jedním z pradědečků Juscelina Kubitschka de Oliveira, 24. brazilského prezidenta (1956–1961).
Ve 20. století došlo ke třem velkým vlnám českých imigrantů, kteří se usadili v Brazílii: ve 30. letech, po nastolení komunistického režimu v roce 1948 a po okupaci Československa armádami Varšavské smlouvy v roce 1968. Většina z těchto imigrantů se usadila na jihu Brazílie.
Ačkoli Češi představují jen malé procento všech imigrantů, kteří se usadili v Brazílii, česká imigrace je významná, pokud se spočítá v absolutních číslech. Důkazem takového zastoupení je v roce 2007 uskutečněný průzkum v telefonním seznamu v São Paulu, který odhalil, že všech 10 nejběžnějších českých mužských příjmení lze nalézt mezi obyvateli tohoto brazilského města.

## Jižní Brazílie
Větší či menší vliv českých imigrantů lze zaznamenat ve třech státech na jihu Brazílie: Santa Catarina, Paraná a Rio Grande do Sul. Do těchto států Češi přicházeli od 19. století a byli často menšinou v oblastech převážně osídlených Němci nebo Poláky.
V Santa Catarině čeští přistěhovalci obývali kraje Vale do Itajaí a severní části státu, např. Joinville, São Bento do Sul a Mafra.
V Rio Grande do Sul se většina Čechů usadila v Serra Gaúcha (zejména ve městě Nova Petrópolis), na severním pobřeží, v oblasti Missões a v centrálních nížinách.
V Paraná jsou Češi zaznamenáni v severních oblastech, např. Rolândia a Londrina, kde se ve 30. a 40. letech 20. století (od roku 1932) Češi a Poláci přeli o dostupné pozemky pro pěstování kávy, zejména ve venkovském okrese Warta (Severní Londrina).

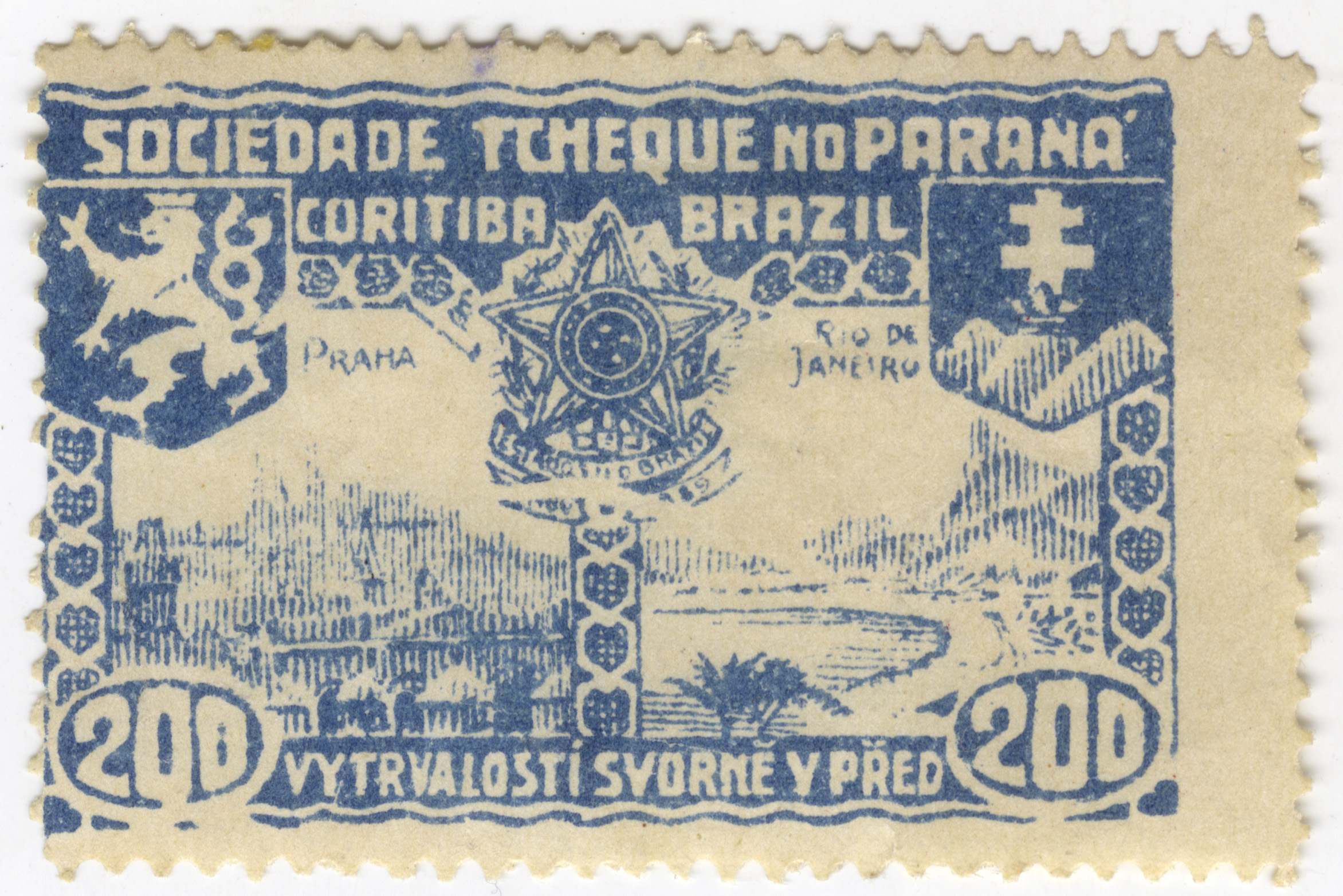
Známka českého spolku vydaného v první polovině 20. století ve městě Curitiba, Paraná

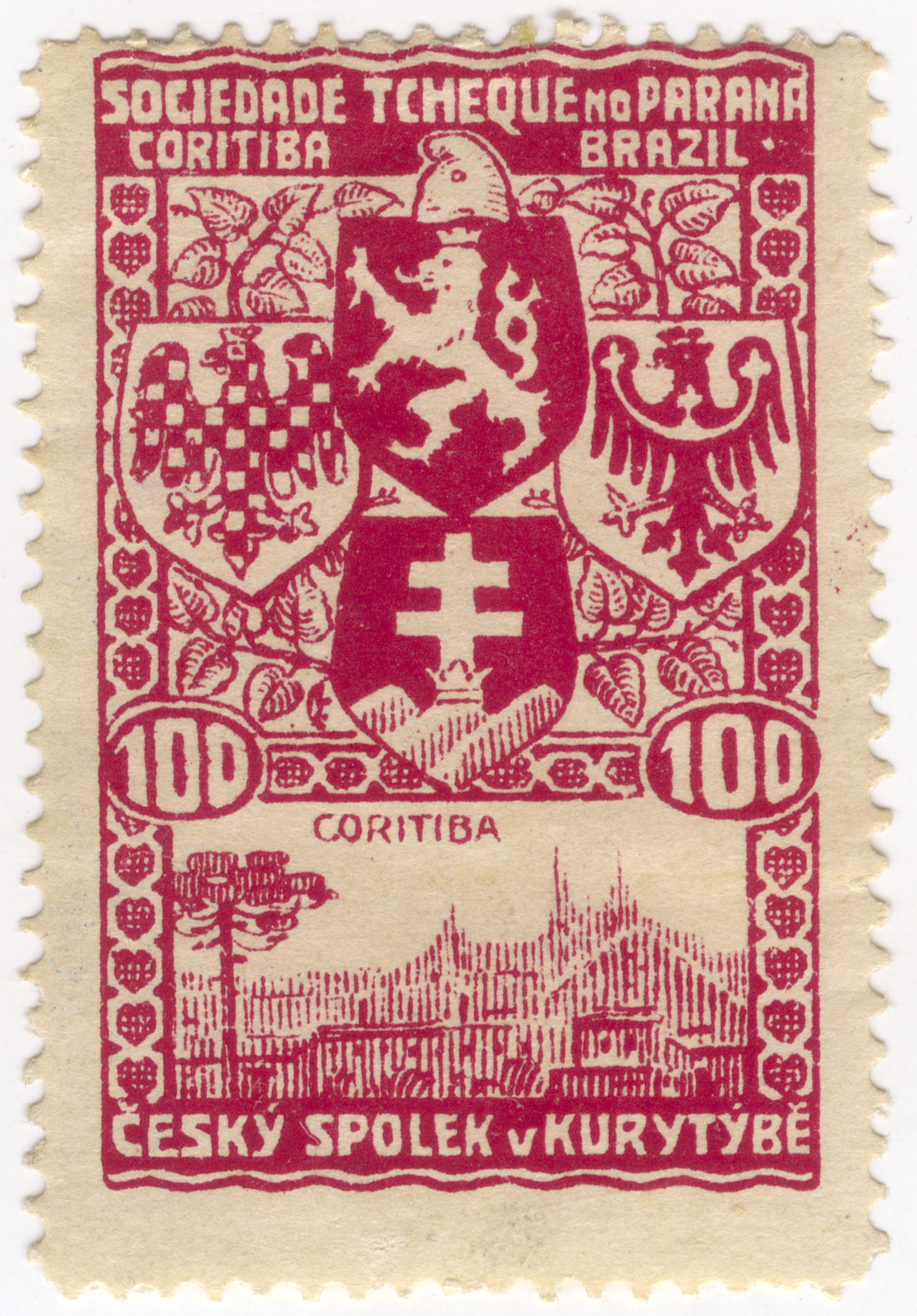
Známka českého spolku vydaného v první polovině 20. století ve městě Curitiba, Paraná

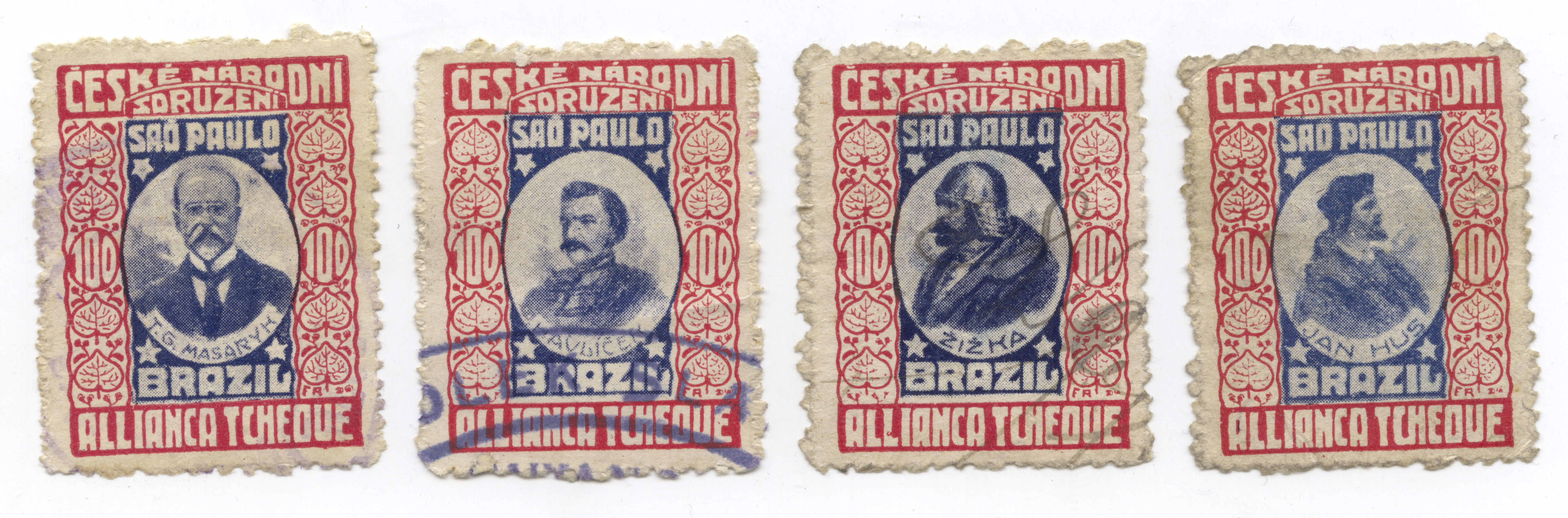
Známky vydané českým spolkem v São Paulo s portréty významných osobností české historie

## Středozápadní Brazílie
Do Středozápadní Brazílie přicházeli čeští přistěhovalci především ve 40. a 50. letech 20. století pod vedením podnikatele Jana Antonína Bati, českého výrobce obuvi, který Československo opustil po nacistické okupaci Sudet.
Kolonizace části jihovýchodního regionu státu Mato Grosso do Sul byla možná díky společnosti Companhia Viação São Paulo-Mato Grosso (Přepravní společnost São Paulo-Mato Grosso), kterou vlastnil Baťa a řídil Vladimir Kubik, další český imigrant.

## Instituce a kulturní organizace
V Brazílii existuje několik aktivních spolků českých krajanů:
- União Cultural Tcheco Brasileira – Česko-brazilský kulturní svaz – São Paulo, SP

- Oficina Cultural Tcheca Eslovaca do Brasil – Česká a slovenská kulturní dílna Brazílie – Nova Andradina, MS

- Centro de memória de Jindřich Trachta – Centrum památky Jindřicha Trachty – Batayporã, MS

- Associação Cultural Tcheca Brasileira – Česko-brazilské kulturní sdružení – Porto Alegre, RS

- Associação dos Descendentes de Imigrantes da Bohêmia de Nova Petrópolis – Sdružení potomků imigrantů z Česka – Nova Petrópolis, RS

## Významní Čechobrazilci
- Eduardo Dusek
- hraběnka Alžběta Dobřenská z Dobřenic
- Francis Pelichek
- František Lorenc
- Fred Figner
- Jan Antonín Baťa
- Jan Gayer
- Jan Nepomuk Kubíček
- Juscelino Kubitschek de Oliveira
- Lavínia Vlasak
- Otto Gottlieb
- Tomas Valdemar Hintnaus
- Valentin Stansel
- Vaslav Veltchek
- Vilém Flusser
- Vladimir Kubik
- Walter Smetak
- Jindřich Trachta